# Scutigeromorpha
Los escutigeromorfos (Scutigeromorpha) son un orden de miriápodos de la clase de los quilópodos también conocidos como ciempiés domésticos. Sus patas y antenas son muy largas y delgadas. Algunas especies (como la Scutigera coleoptrata) tienen tendencia a habitar en viviendas humanas.

## Características
La cabeza posee las antenas, largas y formadas por numerosos pequeños artejos, las piezas bucales y los ojos, formados por la aglomeración de numerosos ojos simples. El tronco posee 15 segmentos provistos de largas patas, pero en la parte dorsal solo se aprecian  siete tergitos, cada uno de los cuales posee un estigma (poro respiratorio del sistema traqueal) medio, impar y dorsal.

## Alimentación
Los escutigeromorfos son depredadores que cazan y se alimentan de pequeños animales, sobre todo otros artrópodos. Es notable su habilidad para cazar moscas y mosquitos, gracias a su gran rapidez de movimientos.

## Taxonomía
Los escutigeromorfos incluyen tres familias:
- Familia Scutigeridae - Distribuida por todo el mundo, salvo las regiones polares.
- Familia Scutigerinidae - Sudáfrica y Madagascar.
- Familia Pselliodidae - Centro y Sudamérica, África Tropical.